# Haus Markt 16 (Steinfurt)

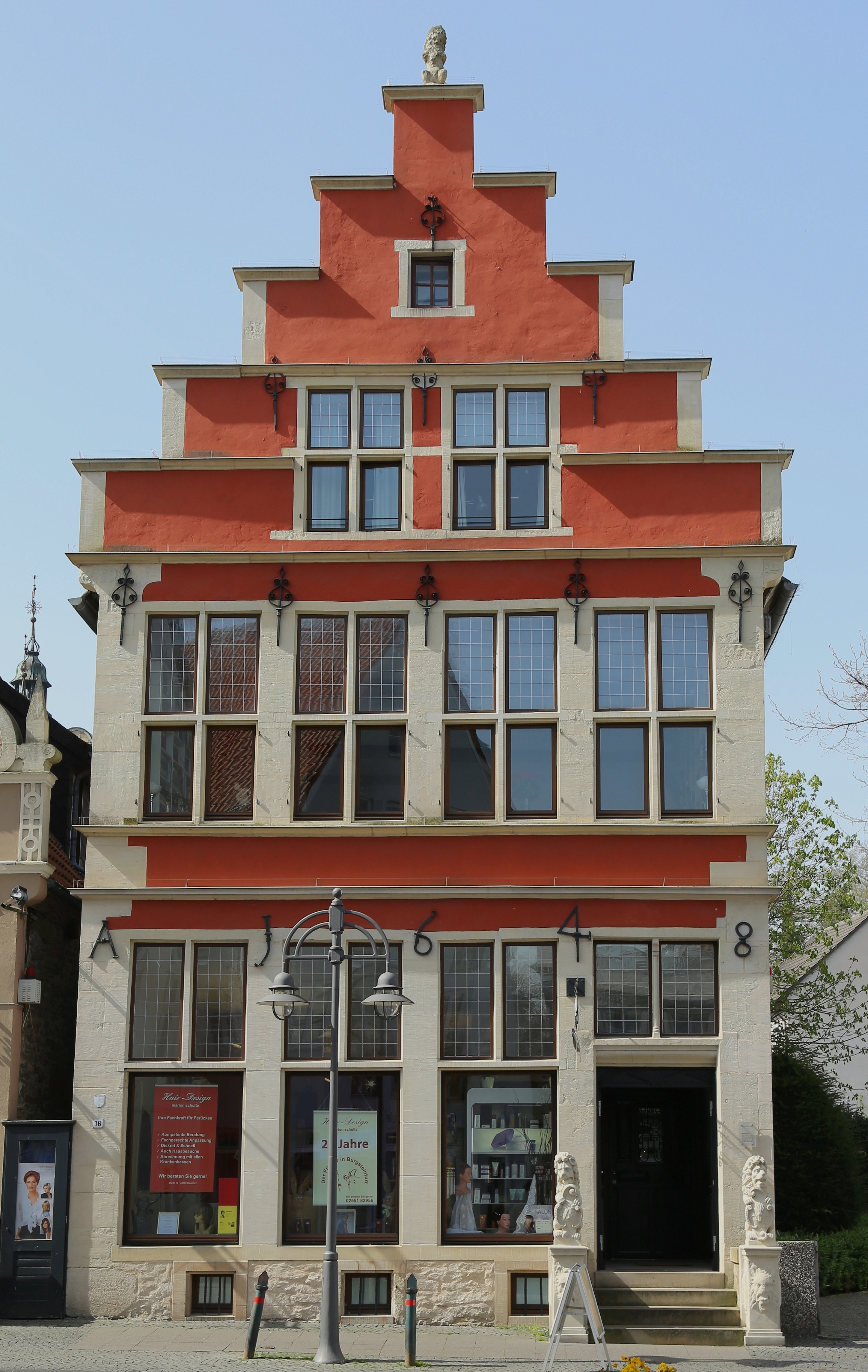
Das Beamtenhaus Kestering (2014)

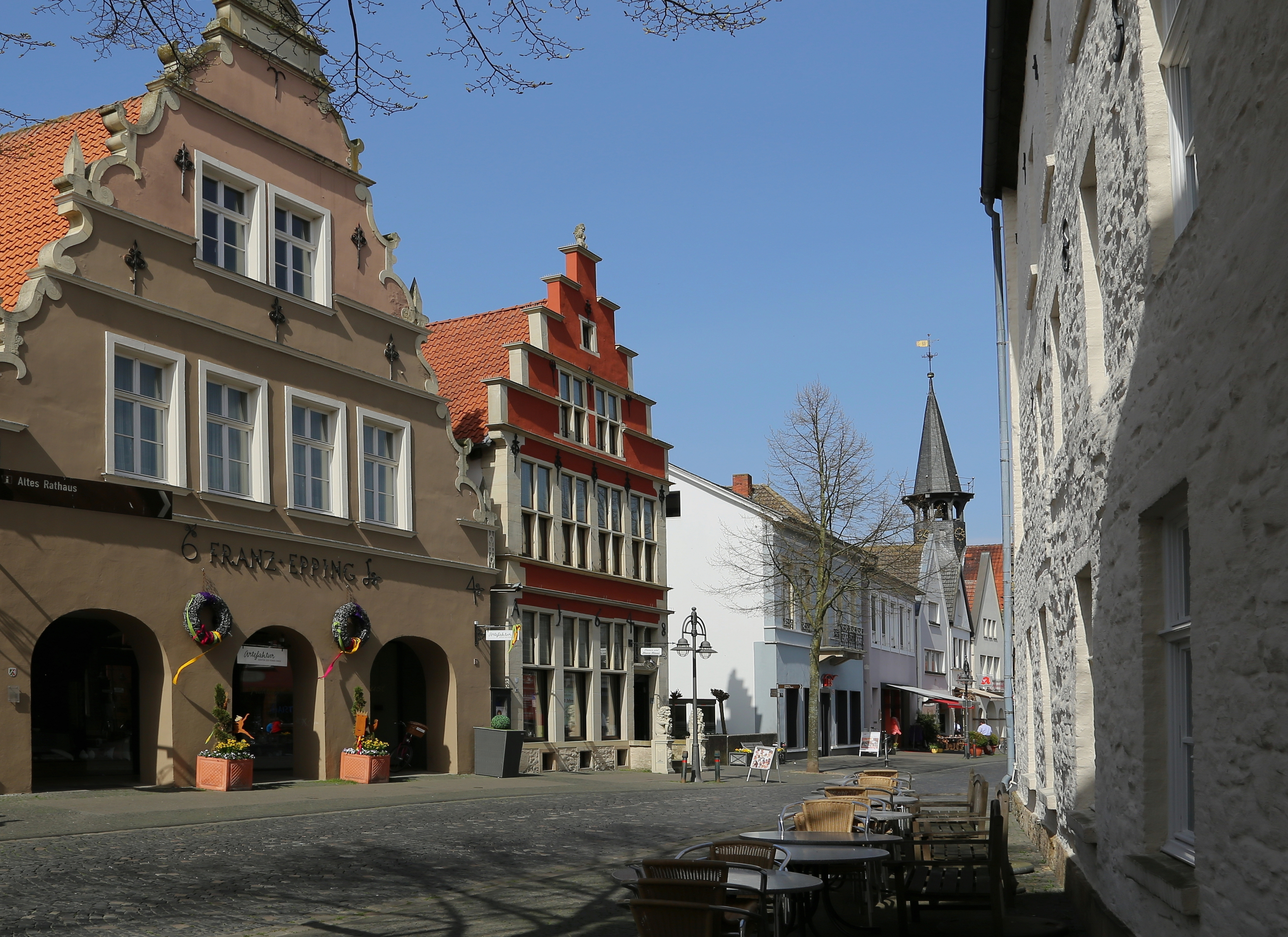
Lage des Hauses am Markt

Markt 16 in Steinfurt verweist auf ein altes Renaissancehaus, das auf einem mittelalterlichen Gewölbekeller steht.
Das Haus Markt 16, das Beamtenhaus Kestering, verdankt seine Gestaltung einem Studienaufenthalt seines Erbauers in den Niederlanden. Ausgerechnet im Friedensjahr 1648 leistete sich das Ehepaar Kestering einen Neubau mit dem markanten Treppengiebel im Stil eines holländischen Grachtenhauses. Zu der Zeit gab es im kriegszerstörten Burgsteinfurt nur wenige bewohnbare Häuser. Fremde Truppen hatten die Bürger bis aufs letzte Hemd ausgeplündert. Aber Adelheid Huberts, aus einer wohlhabenden Professorenfamilie stammend, und Ehemann Casper Kestering, seines Zeichens Hofrichter und Verwalter der Grafschaft Steinfurt, konnten sich den Bau auf den Fundamenten eines mittelalterlichen Vorgängerhauses leisten. Sie galten auch über die Grenzen Steinfurts hinweg als Schlüsselfiguren für das gräfliche Vermögen. Deshalb wurde Kestering mehrfach im Dreißigjährigen Krieg inhaftiert. Seine Frau wurde von Soldaten sogar während des Gottesdienstes in der Großen Kirche als Geisel zur Erpressung von Schutzgeldern festgehalten.
Wie die dendrochronologischen Gutachten zeigen, entstand das Haus in einem Guss im Jahre 1648; auf dieses Jahr weisen einheitlich alle Holzproben aus dem Haus. Im Erdgeschoss befand sich die Küche. Im 1. Geschoss lag zur Kautenstege die Amtsstube Kesterings; dies ergibt sich aus grünen Farbdekorationen, die heute noch an der Decke zu sehen sind.
Das Haus verfügte früher über zwei aufwändige Sandsteinkamine. Einer, mit Adam und Eva, findet sich jetzt im Weinhaus, der heutigen Stadtbücherei am Markt. Der andere war lange Zeit verschollen und wurde nach einem zufälligen Fund im Keller des Stadtarchivs wieder an die alte Stelle im 1. Stock des Hauses eingebaut. Der im Wohnzimmer befindliche Kamin aus dem Jahre 1648 zeigt die Gerechtigkeit mit Schwert und Waage, ohne Augenbinde. Pietas wird mit zwei kleinen, unbekleideten Kindern gezeigt. Der Sims trägt zwei Inschriften: „August. imper. Pietate et iustitia principes dii fiunt“ (Durch Frömmigkeit und Gerechtigkeit mögen Fürsten zu Göttern werden) und rechts: I. Timote 6. „La piete avec contentement d´esprit est un grand gain“ („es ist aber ein großer Gewinn, wer gottselig ist und lässet sich genügen“). Die Wahl der französischen Sprache dürfte zum einen an Kesterings Studienort Orleans erinnern; Französisch war darüber hinaus auch Diplomaten- und Korrespondenzsprache der damaligen Zeit (etwa bei den Verhandlungen um den Westfälischen Frieden). Der Kamin erinnert an den Wahlspruch von Graf Arnold IV auf dem Denkmal an der Burgstraße „pietate et iustitia“ sowie an den Gründungsstein der Hohen Schule: „Pietate et iustitia est anchora nobis“.
Die Initialen der Namen der Erbauer finden sich in den Schilden der zwei steinernen Löwen vor der Tür.
Später bewohnte das Haus der Medizinprofessor Wilhelm Christian Erpenbeck, zunächst ab 1776 als Mieter und ab 5. Mai 1787 als Eigentümer. Zwei Jahre nach Erwerb des Hauses ließ Erpenbeck das Haus grundlegend umbauen. Wie dendrochronologische Gutachten zeigen, stammt die Treppe vom EG zur 1. Etage aus dem Jahre 1789. Erpenbeck ließ den großen Raum zum Markt hin in vier kleine Zimmer (Größe etwa 11 – 15 m²) teilen und verschob den Justitia-Kamin vom Hinterzimmer in den vorderen Bereich.